# Holzhauser Straße
Holzhauser Straße – stacja metra w Berlinie na linii U6, w dzielnicy Tegel, w okręgu administracyjnym Reinickendorf. Stacja została otwarta w 1958.